# Ferdo Delak
Ferdo Delak (Gorica, 29. lipnja 1905. - Ljubljana, 16. siječnja 1968.), slovenski redatelj.
Diplomirao je režiju u Salzburgu. Pristaša je avangarde, piše u kazalištu, pokreće avangardne listove (Tank) i kazalište (Novi oder), glumi, režira (kazalište, film, radio). 
Bio je redatelj zagrebačkog HNK u dva navrata, Dramskog studija i Komedije, osječkog HNK, u Rijeci, Sisku, Varaždinu i Karlovcu.